# Dolmen des Antiquailles
Le dolmen des Antiquailles est un dolmen situé à Cuers, dans le département du Var en France.

## Description
L'édifice est situé au sommet de la colline des Antiquailles. Le tumulus, presque circulaire (10 m de diamètre), est constitué de gros blocs de granite (hauteur maximale 0,40 m. La chambre est allongée (7 m de long). Les orthostates sont de petite taille (0,60 m de haut côté droit et 0,10 m de haut côté droit). La chambre s'ouvre au sud-ouest (azimut 210°). La porte est délimitée par deux dalles sur chant (hauteur 0,40 m, longueur 0,85 m) et mesure 1 m de large. Une petite dalle se dresse à droite de l'entrée, parallèlement au seuil.
La chambre a été entièrement vidée en 1867 par le docteur Jaubert lors de ses fouilles et l'édifice a été pillé depuis à de nombreuses reprises, ce qui explique son état de ruine. Des esquilles d'ossements humains brûlés, quelques dents et un fragment de calcanéum ont été retrouvés dans les déblais de ces fouilles. Quelques éléments du mobilier funéraire ont aussi été recueillis : une petite alène à double pointe en cuivre, un cristal de roche, des outils lithiques (fragments de silex taillés, une armature et des fragments d'armature de flèches, un percuteur en silex et un autre en quartz, et quelques tessons de céramique atypique.